# Медное-Власово
Медное-Власово — посёлок в городском округе Лосино-Петровский Московской области. Входит в состав муниципального образования городской округ Лосино-Петровский.
К посёлку относится ГСК «Медное» и 1 садовое товарищество (СНТ).

## География
Находится на правом берегу реки Вори. Посёлок расположен на расстоянии около 1 км от Щёлковского шоссе, с которым он соединён асфальтовой дорогой (в хорошем состоянии). Ближайшие населённые пункты — деревни Громково и Мизиново.

## Население
| 2002 | 2006 | 2010 |
| ---- | ---- | ---- |
| 457  | ↗480 | ↘436 |

Бо́льшая часть местных жителей проживает в двух блочных зданиях: 12-этажном и 5-этажном.

## История
Посёлок обязан своим названием медно-латунному заводу, основанному здесь в 1822 году купцом Савельевым. В середине XIX века мыза Власово относилась ко 2-му стану Богородского уезда Московской губернии и всё ещё принадлежала купцу Савельеву. Затем завод несколько раз был перепродан, наиболее длительное время он принадлежал купцам братьям Соловьёвым. До настоящего времени завод не сохранился.
В «Списке населённых мест» 1862 года Власовская — владельческая мыза 2-го стана Богородского уезда Московской губернии по правую сторону Стромынского тракта (из Москвы в Киржач), в 17 верстах от уездного города и 8 верстах от становой квартиры, при реке Воре и речке Либосеевке, 1 двор без жителей, завод.
По данным на 1869 год — мыза Гребеневской волости 3-го стана Богородского уезда с 1 двором, 2 каменными и 5 деревянными домами, больницей и меднолатунным заводом и 19 жителями (17 мужчин, 2 женщины), из них 2 грамотных мужчины. Имелось 2 лошади и 2 единицы рогатого скота, земли было 6 десятин.
В 1913 году показано имение Власово наследников И. И. Соловьёва.
В 1994—2006 годах посёлок относился к Анискинскому сельскому округу.
В 2006—2018 годах посёлок относился к Анискинскому сельскому поселению Щёлковского района.
С 23 мая 2018 года посёлок Медное-Власово вошёл в состав городского округа Лосино-Петровский Московской области.

## Инфраструктура
В посёлке нет крупных промышленных предприятий. Наиболее крупная организация, находящаяся на территории посёлка — детская психиатрическая больница № 11, подчинённая Департаменту здравоохранения города Москвы.
В посёлок заезжает автобус № 321 (Москва, метро «Щёлковская» — Пятково).

## Достопримечательности
На территории посёлка расположена усадьба «Медное-Власово» (здание усадьбы фабрикантов Савельевых-Соловьёвых). После Октябрьской революции в усадьбе располагались медицинские учреждения. В настоящее время усадьба находится в аварийном состоянии и закрыта для посещения.